# Лаплас, Виктор
Ви́ктор Лапла́с (исп. Víctor Laplace; род. 30 мая 1943, Тандиль) — аргентинский актёр театра, кино и телевидения, режиссёр, продюсер, сценарист.

## Биография
Виктор Лаплас работал на металлургическом производстве в родном Тандиле, отслужил в армии и в 1963 году переехал в Буэнос-Айрес, чтобы учиться актёрскому мастерству. Снялся в более чем 60 кинолентах, выступил режиссёром четырёх собственных фильмов. Был женат на актрисе Нелиде Лобато.

## Фильмография актёра
- 1973 — Операция «Истребление» / Operación masacre — Карлос Лисасо
- 1975 — Война свиней / La guerra del cerdo — Исидорито Видаль
- 1977 — Закон владения / Acto de posesión — Тулио
- 1983 — Смешная грязная маленькая война / No habrá más penas ni olvido — Рейнальдо
- 1983 — Заставь меня ждать / Espérame mucho — Клаудио Элисальде
- 1984 — Иоланда Лухан / Yolanda Luján — Хуан Карлос Идальго дель Кастильо
- 1989 — Я никогда не была в Вене / Nunca estuve en Viena — Франсиско
- 1996 — Эвита: Не плачь по мне Аргентина / Eva Perón — Хуан Перон
- 1998 — Донья Барбара / Doña Bárbara — Лоренсо Баркеро
- 2004 — Падре Корахе / Padre Coraje — генерал Хуан Доминго Перон